# Frank Zagarino
Frank Zagarino (Los Angeles, 19 dicembre 1959) è un attore, sceneggiatore e produttore cinematografico statunitense.

## Biografia
Frank Zagarino è nato a Los Angeles il 19 dicembre 1959 ed è cresciuto a Miami dove ha frequentato il Miami Dade College; l'attore è stato sposato con l'attrice Elizabeth Giordano con cui ha avuto due figli; attualmente è divorziato, ed è proprietario di una società di noleggio di cineprese e attrezzature cinematografiche a New York; nel tempo libero pratica surf e palestra.

### Carriera
È un attore di riferimento per il cinema d'azione americano che annovera noti personaggi come David Carradine con il quale Zagarino ha girato il film Project Eliminator.
La sua carriera ha avuto inizio nel 1983, con il film Promesse, promesse; nel 1984 ha un ruolo nel film commedia Dove stanno i ragazzi, mentre nel 1985 è protagonista nel film di fantascienza La regina dei barbari accanto a Lana Clarkson; nel 1987 ha un piccolo ruolo nel film d'azione Assassination con Charles Bronson; in seguito l'attore ha lavorato anche in produzioni italiane come i film  Striker e Missione finale entrambi del 1988, e Cyborg, il guerriero d'acciaio del 1989 lavorando con i registi italiani Umberto Lenzi, Enzo Castellari, Ferdinando Baldi e Giannetto De Rossi; l'attore statunitense è probabilmente ricordato per il ruolo da cattivo del cyborg Romulus nel film Progettato per uccidere (Project Shadowchaser), del 1992; negli anni a venire, ha interpretato sempre film d'azione e di fantascienza a basso costo di produzione statunitense, spesso nel ruolo di protagonista, come ad esempio il film Terrore sull'astronave del 1995, e il film Assedio alieno del 1996; attualmente l'attore ha recitato in 51 film e dal 2008 non è più apparso in nessuna produzione cinematografica e televisiva.

## Filmografia
- Promesse, promesse, regia di John Sayles (1983)
- Dove stanno i ragazzi, regia di Hy Averback (1984)
- La regina dei barbari, regia di Hector Olivera (1985)
- Assassination, regia di Peter Hunt (1987)
- Hammerhead, regia di Enzo G. Castellari (1987)
- Striker (1988), regia di Stephen M. Andrews (1988)
- Missione finale, regia di Ferdinando Baldi (1988)
- Cyborg, il guerriero d'acciaio, regia di Giannetto De Rossi (1989)
- Project Eliminator, regia di H. Kaye Dyal, (1991)
- Progettato per uccidere, regia di John Eyres (1992)
- La furia del marine, regia di Sam Firstemberg (1993)
- Final Mission, regia di Lee Redmond (1994)
- L'ombra del cacciatore , regia di John Eyres (1994)
- Virus della follia, regia di Yossi Wein (1995)
- Terrore sull'astronave, regia di John Eyres (1995)
- Warhead, regia di Mark Roper (1996)
- Assedio alieno (Orion's Key), regia di Mark Roper (1996)
- Operazione Delta Force 4, regia di Sam Firstenberg (1997)
- Armstrong - Dossier: paura, regia di Menahem Golan (1998)
- Fallout, regia di Rodney McDonald (1999)
- The Guardian, regia di Gerry Lively (2000)
- Spiker, regia di Frank Zagarino (2007)

## Doppiatori italiani
- Massimo Lodolo in La furia del marine